# Comtat d'Albalat
El comtat d'Albalat fou una jurisdicció senyorial que comprenia la vila d'Albalat dels Sorells (l'Horta Nord) obtinguda el 1330 a favor de Berenguer de Codinats. Els Sorells, una família de mercaders que havien arribat a acumular una gran fortuna, van comprar el senyoriu el 1480. La família va créixer en poder polític i econòmic fins que en 1626 el Senyoriu d'Albalat va passar a ser Comtat, perquè el Rei Felip IV va concedir el Títol de Comte d'Albalat a Jaume Sorell i Boil.